# アルカセル・ド・サル
アルカセル・ド・サル （Alcácer do Sal [alˈkasɛɾ ðu ˈsal] ( 音声ファイル)）は、ポルトガル、セトゥーバル県の都市。都市としての人口は約6,600人である。6つの教区を含む同名の基礎自治体でもあり、全国有数の広い面積を持つ。

## 歴史
人類定住の歴史は旧石器時代にさかのぼる。フェニキア人はこの地をケイティオン（Keition）と呼び、ルシタニアの時代まで重要な戦略要所となった内港を既に持っていた。ローマ時代に町は黄金期を迎えた。その地理的特徴のためイベリア半島の塩貿易及び貿易路のある地となり、このためにサラティア（Salatia）という古名が生まれたとされる。正しくはサラティア・ウルブス・インペラトリア（Salatia Urbs Imperatoria）と呼ばれ、この地方唯一のローマ帝国都市であった。地方第一の都市の地位は、西ゴート領となっても保たれた。
ウマイヤ朝の半島征服後、9世紀にムラディが内戦で勝利すると、都市はアブー＝デニス家領となり、カスル・アビー・ダーニス（Qaşr Abī Dānis、アブー＝デニスの城という意味）と改名され、単にアル・カスル（Al Qaşr、城）と呼ばれた 。レコンキスタ後もアラビア語の名は残されラテン語音声学にそってアルカセルとなり、サラティアに由来するSalの名が付け加えられた。

## 出身者
- ペドロ・ヌネシュ

## 参照
1. ↑  “Pousada Dom Afonso II, Alcácer do Sal, Portugal”.   www.portugalvirtual.pt. 2009年10月9日閲覧。
2. ↑  Elevação da Vila de Alcácer do Sal à categoria de Cidade Projecto de Lei nº 228/VII